# تارا مور
تارا مور (انگلیسی: Tara Moore؛ زاده ۶ اوت ۱۹۹۲) یک تنیس‌باز اهل بریتانیا است.